# Фрітьйоф Паулсен
Фрітьйоф Антоній Паулсен (норв. Fridtjof Antonius Paulsen; 20 листопада 1895 року, Християнія — 28 червня 1988 року, Осло) — норвезький ковзаняр, учасник зимових Олімпійських ігор у Шамоні. Срібний призер чемпіонату Норвегії з ковзанярського спорту.

## Спортивна кар'єра
Фрітьйоф Паулсен народився у Осло (тоді Християнія) та виступав за місцевий клуб Oslo SK. Привернув до себе увагу у 1918 році, коли на Чемпіонаті Норвегії з багатоборства переміг у перегонах на 5.000 та 10.000 метрів. Через два роки він знову переміг на десятикілометрових перегонах і отримав срібні нагороди національного чемпіонату.
У 1923 році він вперше брав участь у міжнародних турнірах. На Чемпіонаті Європи Паулсен прийшов третім у перегонах на 5.000 та 10.000 метрів і посів сьоме місце у загальному заліку. Виступ на Чемпіонаті світу вийшов менш вдалим, Паулсен посів дев'яте місце.
На Олімпійських іграх 1924 року в Шамоні виступав у двох найдовших перегонах з ковзанярського спорту. У гонці на 5.000 метрів він прийшов сьомим. На наступний день відбулися перегони на 10.000 метрів, Паулсен прийшов четвертим, на секунду поступившись свіввітчизнику Роальду Ларсену.
Повернувшись на Батьківщину, Паулсен взяв участь у Чемпіонаті Європи, де посів, передостаннє, тринадцяте місце.
Наступного року Паулсен в останнє брав участь у міжнародних турнірах. На Чемпіонаті світу він посів сімнадцяте місце.
Фрітьйоф Паулсен закінчив виступи у 1926 році.

## Власні рекорди
| Відстань | Час     | Дата           | Місце      |
| -------- | ------- | -------------- | ---------- |
| 500 м    | 46.9    | 17 січня 1920  | Драммен    |
| 1000 м   | 1:41.4  | 13 лютого 1926 | Стокгольм  |
| 1500 м   | 2:26.0  | 18 січня 1920  | Християнія |
| 5000 м   | 8:40.7  | 17 січня 1920  | Християнія |
| 10000 м  | 18:03.8 | 3 лютого 1923  | Гамар      |